# Emblyna teideensis
Emblyna teideensis är en spindelart som beskrevs av Jörg Wunderlich 1992. Emblyna teideensis ingår i släktet Emblyna och familjen kardarspindlar.
Artens utbredningsområde är Kanarieöarna. Inga underarter finns listade i Catalogue of Life.